# Micronesia
La Micronesia è una delle macroregioni in cui tradizionalmente viene divisa l'Oceania. Si trova a sud-est del Giappone, a est delle Filippine, a nord-est dell'Indonesia, a nord di Papua Nuova Guinea e della Melanesia e a nord-ovest della Polinesia. Con 113 mila abitanti.

## Etimologia
Il nome Micronesia è stato coniato dal francese Grégoire Louis Domeny de Rienzi e poi diffuso da Jules Dumont d'Urville intorno al 1830 (insieme a quelli della Polinesia, della Melanesia e della Malesia, intesa come arcipelago malese) e deriva dal greco antico μικρος (piccolo) e νησος (isola), cioè "piccole isole".
Questa definizione si basava su preconcetti razziali che non corrispondono all'antropologia moderna.
Secondo una definizione più moderna, introdotta nel 1973 dai geografi Roger Green ed Andrew Pawley, la Micronesia farebbe parte dell'Oceania lontana.

## Geografia

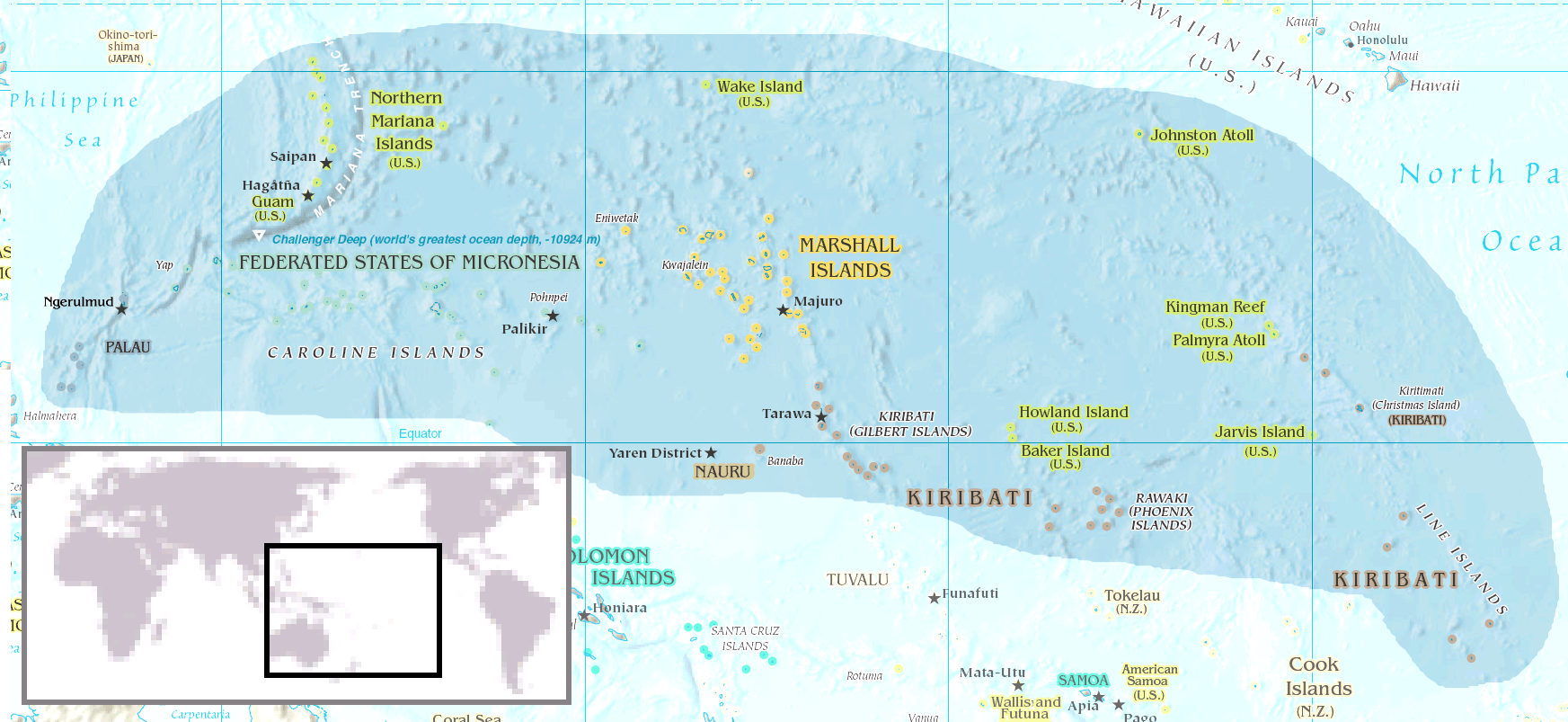
Posizione geografica della Micronesia

La regione è composta da circa 2100 isole di piccole isole, di cui la maggiore è Guam. Qui si trovano quattro arcipelaghi principali:
- Isole Caroline
- Isole Gilbert
- Isole Marianne
- Isole Marshall

Questi non comprendono Nauru e altre piccole isole. Le isole Caroline sono suddivise in due Stati: gli Stati Federati di Micronesia, composti da circa 600 isole, e Palau, di circa 250 isole. Le Isole Gilbert sono una catena di 16 atolli e cadono interamente sotto lo Stato di Kiribati.
Politicamente è divisa in cinque Stati indipendenti e due territori dipendenti dagli Stati Uniti d'America:
- Guam ( Stati Uniti)
- Isole Marshall
- Isole Marianne Settentrionali ( Stati Uniti)
- Kiribati
- Nauru
- Palau
- Stati Federati di Micronesia

## Arte
Dal punto di vista artistico la regione si può suddividere in 11 aree, differenziate per lingua e religione. Anche se la scultura è rara, notevole è la grande costruzione di pietra a Nan Madol, una residenza reale caratterizzata da colonne alte cinque metri e da pietre angolari pesanti anche cinquanta tonnellate.
Pregevoli e importanti sono gli edifici collettivi in legno presenti in tutta la regione, caratterizzati da decorazioni e pali con sculture zoomorfe stilizzate. Diffusi anche gli imponenti dischi-moneta di pietra e i monili antropomorfi.